# Amstrad 464
Amstrad 464 (464 / 6128 Plus) је био кућни рачунар фирме Амстрад (Amstrad) који се производио у Уједињеном Краљевству од 1984 до 1990. године.
Користио је Zilog Z80A као микропроцесор. RAM меморија рачунара је имала капацитет од 128 kb (6128+). 
Као оперативни систем кориштен је AMSDOS, CP/M 2.2 и CP/M +.

## Детаљни подаци
Детаљнији подаци о рачунару 464 су дати у табели испод.
|                       |                                               |
| [ 1 ]                 |                                               |
| Произвођач            | Амстрад                                       |
| Тип                   | кућни рачунар                                 |
| Меморија              | 6128+ : 128 kb                                |
| Поријекло             | Уједињено Краљевство                          |
| Година                | 1990                                          |
| Тастатура             | QWERTY / AZEERTY механичка тастатура          |
| Процесор              |                                               |
| Фреквенција процесора | 4                                             |
| RAM                   | 6128+: 128 kb                                 |
| ROM                   | 32 kb                                         |
| Текст                 | 20 x 25 са 16 боја                            |
| Графика               | 160 x 200 са 16 боја                          |
| Боја                  | 31 највише (16 + 15 за спрајтове) између 4096 |
| Звук                  | 3 стерео гласа, 8 октава                      |
| Димензије             | непознато                                     |
| Портови               |                                               |
| Оперативни систем     |                                               |